# Arsague
Arsague är en kommun i departementet Landes i regionen Nouvelle-Aquitaine i sydvästra Frankrike. Kommunen ligger i kantonen Amou som tillhör arrondissementet Dax. År 2022 hade Arsague 342 invånare.

## Befolkningsutveckling
Antalet invånare i kommunen Arsague
Referens:INSEE